# Автошлях B170 (Німеччина)
Федеральний автошлях 170 (B 170, нім. Bundesstraße 170) — автомобільна дорога у федеральній землі Саксонія, Німеччина.
Починається у Дрездені на перетині з автобаном  (у місті також перетинає шляхи  і ), а закінчується на кордоні з Чехією у Ціннвальд-Георгенфельд. Перепад висот у різних пунктах траси складає більше 700 метрів. Має переважно по одній смузі руху в кожен бік, на невеликих ділянках по дві смуги. Проходить безпосередньо через населені пункти, об'їздів майже не має. Ділянка між Беренбургом і Альтенбергом може бути складною для проїзду взимку через ожеледь.

## Маршрут
| Bundesstraße 170 | Bundesstraße 170           | Bundesstraße 170 |
| ---------------- | -------------------------- | ---------------- |
| 0 км             | Дрезден-Геллерау           |                  |
| 5                | Дрезден Антонштрассе       |                  |
| 7                | Дрезден-Альбертштрассе     |                  |
| 12               | Дрезден-південь            |                  |
| 33               | Діппольдісвальде           |                  |
| 48               | Альтенберг                 |                  |
| 53 км            | Ціннвальд (пункт контролю) |                  |